# Koumbili
Koumbili est une commune rurale située dans le département de Guiaro de la province du Nahouri dans la région du Centre-Sud au Burkina Faso.

## Géographie
Situé à 8 km au Sud-Ouest de Guiaro sur la route régionale 15 allant vers Pô, Koumbili est la commune la plus importante du département de par sa population.

## Santé et éducation
Le centre de soins le plus proche de Koumbili est le centre de santé et de promotion sociale (CSPS) de Guiaro.